# Little Bigfoot 2 – resan hem
Little Bigfoot 2 – resan hem (originaltitel: Little Bigfoot 2: The Journey Home) är en amerikansk långfilm från 1997 i regi av Art Camacho.
Filmen är en uppföljare till Little Bigfoot och regissören Art Camacho har själv en roll i filmen.

## Rollista i urval
- Stephen Furst - Derby Ferris
- Taran Noah Smith - Brian Ferris
- Michael Fishman - Mike Holliday
- Steve Eastin - Cavendish
- Tom Bosley - Ranger Tasker
- Melody Clarke - Shelly Ferris
- Erika Page - Aiyana Stillwater
- Art Camacho - Art Torres